# José António Gonçalves
José António Gonçalves
```

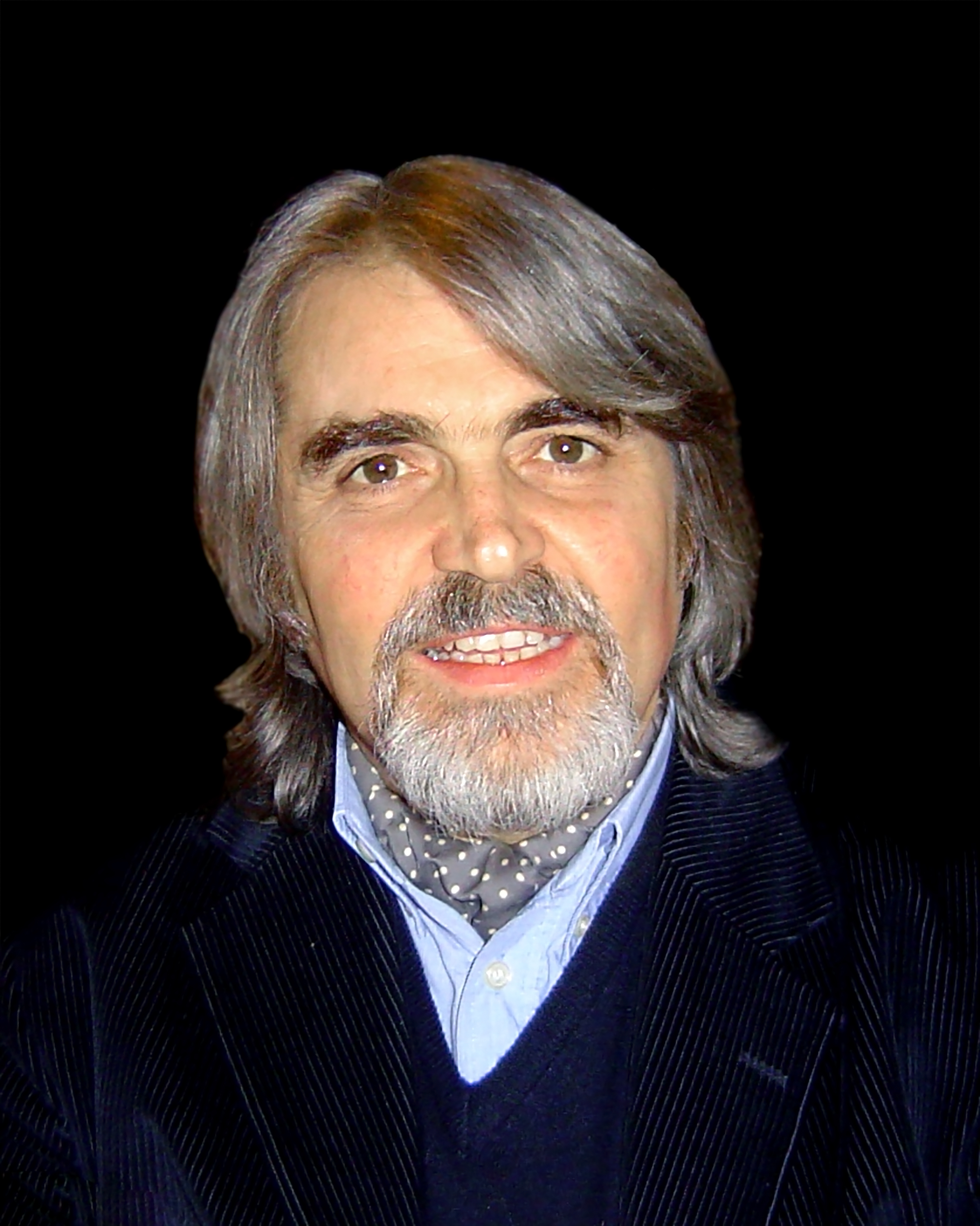
Retrato de José António Gonçalves

(n. e f. Funchal, Madeira, 1954 - 2005). Jornalista profissional, revelou-se como autor em "O Poeta Faz-se aos Dez Anos", de Maria Alberta Menéres (Assírio & Alvim, 1973) e no "Movimento – Cadernos de Poesia & Crítica", com Eugénio de Andrade, António Ramos Rosa, Pedro Támen, José Bento, A. J. Vieira de Freitas, José Agostinho Baptista e Gualdino Avelino Rodrigues (número único, 1973), publicando de seguida o seu primeiro livro, "Réstea de Qualquer Coisa" (Crónicas, 1973).
```

Colaborador literário da imprensa, rádio, televisão (o seu teledramático "Ora... O Mar", realizado por Paulo Valente, conquistou, para a RTP-M, o Prémio «Açor de Bronze», no MAT-Festival Internacional de Televisão, Horta, Açores, 1988), escrevendo ainda para o cinema (documentários) e teatro.
Está traduzido para algumas línguas, entre as quais o italiano e o russo e integrado em antologias nacionais e estrangeiras.
Foi cofundador e presidente da Direção da Associação de Escritores da Madeira (AEM) e pertenceu aos quadros diretivos da Associação Portuguesa de Escritores (APE).
Foi agraciado, a título póstumo, com a comenda da Ordem do Infante Dom Henrique, a 10 de Junho de 2005  e a 5 de Maio de 2006, foi constituído sócio honorário da Associação de Desportos da Madeira, instituição que presidiu desde 1991.
Recebeu por duas vezes o Galardão de Mérito Cultural da Região Autónoma da Madeira (1989 e 1994), tendo sido promotor e organizador de diversas iniciativas, entre as quais as exposições de poesia ilustrada "Poet'Arte 90" (Funchal, 1990) e "Vers'Arte 91" (Funchal, 1991), a mostra de Artes e Letras da Madeira na Biblioteca Nacional, "Olhares Atlânticos" (com Maurício Fernandes, 1991) e o CD "O Canto dos Poetas Madeirenses" (com Ivo Caldeira, Diário/Rádio/TSF, 1999).
Dirigiu os suplementos literários "Página 2000" ("Jornal da Madeira") e "Cultura" ("Notícias da Madeira") e coordenou "O Marcador" no semanário "Areópago".
Fundou e orientou as colecções "Ilha", "Cadernos Ilha", "Prosas da Ilha", "Livros de Cordel", "A Memória das Palavras", "Terra à Vista" e "Poéticas de Lav(r)a", onde se integram obras de autores como Natália Correia, António Ramos Rosa, João Rui de Sousa, Dórdio Guimarães, Ernesto Rodrigues, Vergílio Alberto Vieira, Jorge Freitas, A. J. Vieira de Freitas, Dalila Teles Veras,
José Viale Moutinho, David Pinto Correia, Maria Aurora Homem, São Moniz Gouveia, Irene Lucília Andrade, Francisco Fernandes, Berta Helena e Lília Mata, entre outros. Produziu com Celso Caires o álbum poético e fotográfico "Raízes de Fernando Nascimento", prefaciado por Maurício Fernandes (1999, ainda inédito).
Obras (principais): "Réstea de Qualquer Coisa" (Crónicas, 1973); "É Madrugada e Sinto" (Poesia, 1974): "Pedra-Revolta" (Funchal, 1975); "20 Textos para Falar de Mim" (Prémio Literatura Leacock/Secretaria Regional do Turismo e Cultura, 1988); "Antologia Verde" (Funchal, 1991); "Os Pássaros Breves" (Posfácio de João Rui de Sousa, Átrio, Lisboa, 1995); "Tem o Poder da Água" (Prefácio de Ernesto Rodrigues, Editorial Éter, Lisboa, 1996); "Noites de Insónia" (Funchal, 1998); "Giacomo Leopardi e o Suave Desprendimento do Infinito" (Prefácio de António Fournier, Funchal, 1999); "À Espera dos Deuses" (Funchal, 1999); "Lembro-me desses Natais (Textos Introdutórios de João Rui de Sousa e Vergílio Alberto Vieira, ilustrações de Maurício Fernandes, Funchal, 2000); "Aventura na Casa dos Livros" (Funchal, 2000); "Esquivas são as Aves" (Funchal, 2001); "Memórias da Casa de Pedra" (nota de Albano Martins, Funchal, 2002); "O Sol na Gaveta" (registo biográfico de João Carlos Abreu, Funchal, 2002); "As Sombras no Arvoredo" (Funchal, 2004). Foram editados postumamente os seguintes títulos: “Arte do Voo” (Prefácio, selecção e notas de António Fournier, Editora Ausência, Colecção Ausência Quebrada, 12; 2005); “Rasente Gli Occhi/ Rente aos Olhos” (Nápoles, 2006, Liguori Editore, antologia de poemas bilingue Italiano/ Português com tradução de Silvana Urzini e Carlos Martins, coletânea "Lusitana Italica"); “Ausência” (Vila Nova de Gaia, editora Exodus, 2008); “Cânticos, Anjos e Labirintos” (Coleção Thaleia – Poesia, Nova Delphi, 2016). Para além destes encontram-se em vias de publicação vários conjuntos poéticos.

1. ↑  https://www.rtp.pt/noticias/pais/ministro-da-republica-para-a-madeira-faz-balanco-positivo-dos-8-anos-no-cargo_n11718
2. ↑  https://www.publico.pt/2005/03/31/jornal/faleceu-o-poeta-e-jornalista-jose-antonio-goncalves-13496
3. ↑  https://jornalistas.eu/na-morte-de-jose-antonio-goncalves/
4. ↑  https://www.wook.pt/autor/jose-antonio-goncalves/35296
5. ↑  https://www.portaldaliteratura.com/autores.php?autor=53